# Grand Prix automobile de Monaco 2019
GP précédent GP suivant
Le Grand Prix automobile de Monaco 2019 (Formula 1 Grand Prix de Monaco 2019) disputé le 26 mai 2019 sur le circuit de Monaco, est la 1003e épreuve du championnat du monde de Formule 1 courue depuis 1950. Il s'agit de la soixante-sixième édition du Grand Prix de Monaco comptant pour le championnat du monde de Formule 1 et la sixième manche du championnat 2019.
Pour la quatrième fois en six courses, les Mercedes monopolisent la première ligne de la grille de départ. Lewis Hamilton réalise la quatre-vingt-cinquième pole position de sa carrière (sa deuxième de la saison) en battant son coéquipier Valtteri Bottas de 86 millièmes de seconde sous le drapeau à damiers, améliorant, en 1 min 10 s 166, le record du circuit. Sur la deuxième ligne, Max Verstappen se montre plus véloce que Sebastian Vettel, relégué à huit dixièmes des Flèches d'Argent. La troisième ligne est composée de Kevin Magnussen et Daniel Ricciardo qui obtient son meilleur résultat en qualifications avec Renault ; ils précèdent Daniil Kvyat et Pierre Gasly, auteur du cinquième temps mais pénalisé d'un recul de trois places. Carlos Sainz Jr. et Alexander Albon partent de la cinquième ligne. Une erreur stratégique dans le stand de la Scuderia Ferrari lors de la première phase des qualifications provoque l'élimination prématurée de Charles Leclerc ; à domicile, il s'élance donc en seizième position.
Mercedes Grand Prix remporte sa sixième course en six Grands Prix disputés mais ne réalise pas de doublé. Lewis Hamilton mène l'épreuve de bout en bout, comme deux semaines plus tôt en  Espagne, cette fois suivi comme son ombre et menacé durant soixante-six tours par Max Verstappen. C'est la soixante-dix-septième victoire de sa carrière, sa quatrième cette saison, son 140e podium et son dix-septième Grand Prix mené du premier au dernier tour. Il est cependant victime d'une erreur de son écurie qui le chausse en pneus médiums lors de son passage au stand du onzième tour alors que ses rivaux repartent en gommes dures. Terminant la course avec ses gommes très dégradées, particulièrement à l'avant, Hamilton profite de la puissance supérieure de son moteur dans la ligne droite des stands et dans le tunnel pour résister au pilote de la Red Bull RB15 qui revient systématiquement à sa hauteur dans les virages lents (l'épingle du Loews en particulier) ; il porte une attaque à la chicane du port à trois tours de l'arrivée : les deux voitures se touchent mais sans dommages. 
La course débute par une tentative de remontée de Charles Leclerc qui, après avoir passé Lando Norris et Romain Grosjean, bute sur Nico Hülkenberg au virage de la Rascasse. Le pilote Ferrari crève son pneu arrière droit puis déchappe dans son tour de rentrée et abîme son fond plat. La voiture de sécurité sort alors au onzième tour pour trois boucles, afin de nettoyer la piste jonchée de débris de carbone. Si Leclerc abandonne peu après, Verstappen tasse Bottas dans la voie des stands, ressortant devant lui non sans avoir provoqué sa crevaison : le Finlandais doit repasser par la pitlane et perd la troisième place au profit de Vettel ; Verstappen écope pour sa part d'une pénalité de cinq secondes pour avoir provoqué cet incident. Bien que franchissant la ligne d'arrivée dans les échappements d'Hamilton, il rétrograde au quatrième rang, derrière Vettel et Bottas deuxième et troisième sur le podium. Pour ses efforts constants, Verstappen est élu « pilote du jour ». 
Comme au Grand Prix de Chine, Pierre Gasly sécurise la cinquième place au point de pouvoir s'arrêter à quelques tours de l'arrivée pour chausser des pneumatiques tendres et réaliser le meilleur tour en course. Au gré de la longueur de leurs relais et de la manière dont ils parviennent à conserver leurs pneumatiques en bon état, les autres pilotes se battent pour les accessits : Carlos Sainz Jr. prend la sixième place devant un groupe compact constitué de Daniil Kvyat, Alexander Albon, Daniel Ricciardo et Romain Grosjean, à nouveau dixième bien qu'ayant franchi la ligne d'arrivée en neuvième position : il a été pénalisé de cinq secondes pour avoir mordu la ligne jaune à la sortie des stands. 
Avec 137 points, Hamilton conserve la première place du championnat devant Bottas (120 points). Vettel (82 points) reprend la troisième place à Verstappen (78 points) qui devance Leclerc resté à 57 points ; suivent Gasly (32 points), Sainz (18 points), Magnussen (14 points), Pérez et Räikkönen (13 points) et Norris (12 points). Chez les constructeurs, Mercedes (257 points sur 264 possibles) précède Ferrari (139 points) et Red Bull Racing (110 points) ; suivent McLaren (30 points) Racing Point (17 points), Haas (16 points), Toro Rosso (16 points), Renault (14 points) et Alfa Romeo (13 points). Williams ne compte toujours aucun point.

## Pneus disponibles
| Pneus pour piste sèche | Pneus pour piste sèche | Pneus pour piste sèche | Pneus pluie    | Pneus pluie |
| ---------------------- | ---------------------- | ---------------------- | -------------- | ----------- |
| Durs (Type C3)         | Médiums (Type C4)      | Tendres (Type C5)      | Intermédiaires | Pluie       |

## Contexte avant le Grand Prix

### Procès Rich Energy
Le fabricant de cycles Whyte Bikes a porté plainte contre Rich Energy, le sponsor de Haas F1 Team pour le plagiat de son logo, les deux emblèmes représentant un cerf quasi identique. La justice ayant donné raison au fabricant de vélos, celui-ci est en mesure d'exiger que Rich Energy cesse d'utiliser son logo actuel ou s'acquitte d'un dédommagement financier. L'affaire doit faire l'objet d'une nouvelle audience au tribunal sous un mois ; les monoplaces et casques des pilotes Haas F1 Team continuent toutefois d'arborer le logo au Grand Prix de Monaco.

### Décès de Niki Lauda

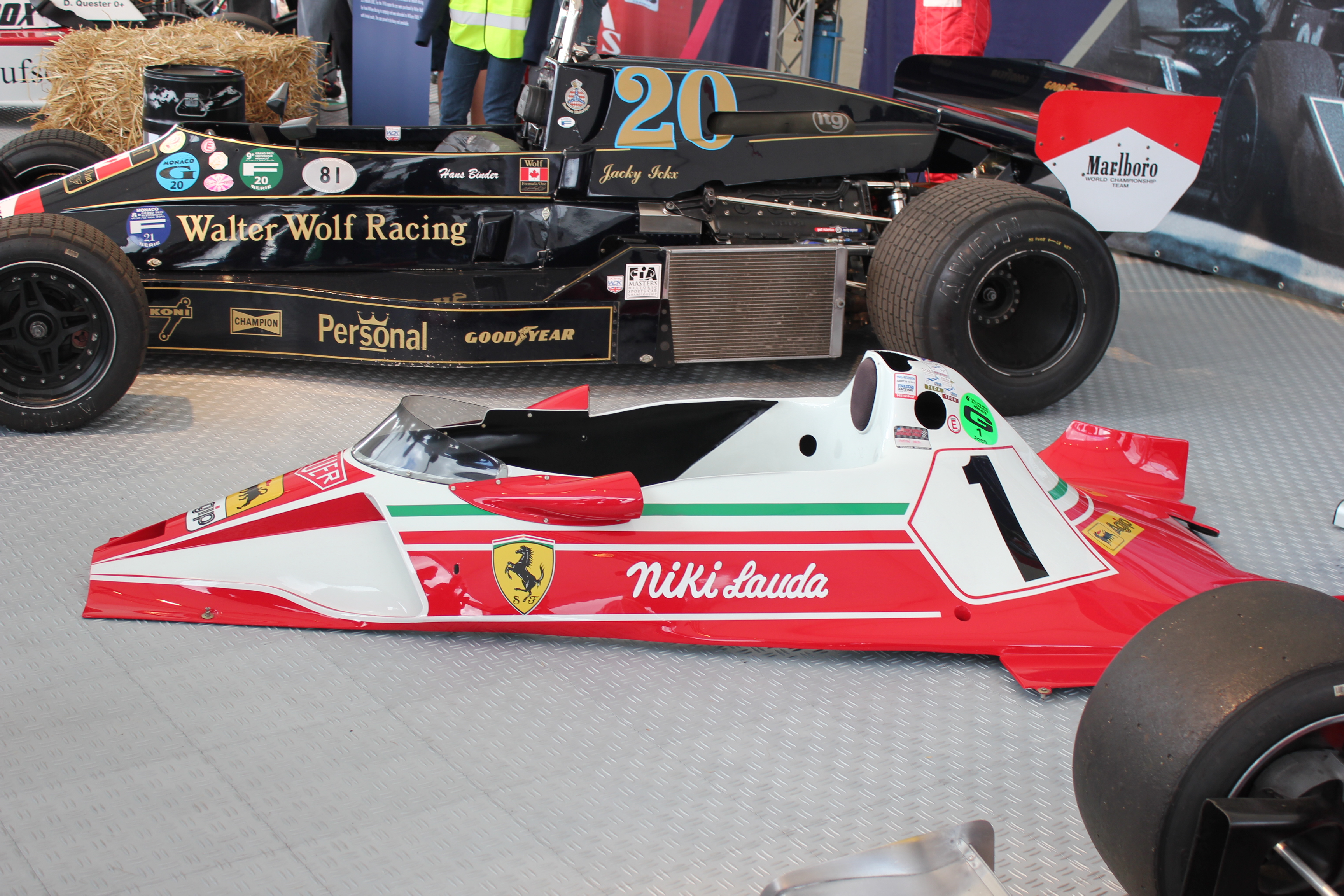
L'inscription en écriture cursive reprise par de nombreuses écuries en hommage à Lauda.

La livrée des Mercedes a été modifiée afin de rendre hommage à Niki Lauda, mort à 70 ans le 20 mai. Pour saluer leur président non-exécutif, une des étoiles du capot moteur a été peinte en rouge et le museau des W10 comporte l'inscription « Danke Niki » ainsi que la signature du triple champion du monde de F1. Le jeudi, l'équipe présente ses monoplaces avec un halo rouge et une inscription « Niki we miss you ».
Six autres écuries ont apposé des hommages sur leurs monoplaces. McLaren a inscrit « 1984 » entouré d'une couronne de lauriers en référence à son troisième et dernier titre de champion du monde obtenu au volant d'une de leur monoplace ; les Scuderia Ferrari et Haas F1 Team ont repris le nom « Niki Lauda » dans sa célèbre typographie cursive, la Scuderia Toro Rosso et Red Bull Racing arborent une photographie en noir et blanc du pilote avec un « Danke Niki » aux couleurs du drapeau autrichien ; Williams F1 Team arbore également un « Danke Niki ».
Sebastian Vettel utilise ce weekend un casque intégralement rouge, reprenant les codes stylistiques utilisés par le triple champion du monde durant sa carrière. Lewis Hamilton dispute l'épreuve avec un casque spécial, rouge et blanc.
Lewis Hamilton, marqué par la mort de Lauda dont il était proche, a demandé à Mercedes de ne pas participer aux rendez-vous médiatiques prévues le mercredi, dont sa participation à la conférence de presse de la FIA. Mercedes et la FIA ont accepté cette demande et son équipier Valtteri Bottas l'a remplacé à la conférence de presse. L'ancien pilote John Watson, qui a couru en Formule 1 du temps de Lauda, s'en est vivement pris à son compatriote : « Si cela avait été Lewis qui était mort, Niki aurait pris la parole, aurait utilisé son langage très cru pour dire à quel point Lewis était un pilote exceptionnel et un champion d'exception. Mais Lewis n'a pas connu l'époque où nous risquions réellement nos vies lors de chaque Grand Prix que nous disputions. Donc oui, je trouve son absence pathétique. J’aimerais bien savoir comment il peut justifier ça. Il aurait dû parler par respect pour celui qu'il considère comme son ami. Être tellement en colère à la suite du décès de quelqu'un au point d'être incapable de parler de son admiration pour Niki qui l'a tant aidé durant sa carrière, c'est juste pathétique. »
Le dimanche sur la grille de départ, tous les pilotes se mettent en cercle autour de son casque, pour rendre hommage à Niki Lauda en portant sa légendaire casquette rouge, sur laquelle est écrit « Niki ».

### Trois-centième engagement en Grand Prix de Kimi Räikkönen
Le Grand Prix de Monaco constitue le 300e engagement de Kimi Räikkönen en Formule 1. Il est le cinquième pilote à atteindre ce seuil, après Rubens Barrichello, Fernando Alonso, Michael Schumacher et Jenson Button. Fidèle à son flegme, le Finlandais déclare : « Au bout du compte, c'est juste un chiffre ; bien sûr les choses ont évolué depuis ma première course mais, après cela, une fois que vous avez disputé un certain nombre de courses cela ne change pas beaucoup. C'est plus ou moins le même agenda, jour après jour, année après année. Bien sûr, certains pays changent parfois mais le même agenda demeure. Le seul changement, c’est quand une course se déroule de nuit […] Peu importe les pistes, tout ce qui arrive de weekend en weekend, année après année, c’est plus ou moins un copier-coller. » Son écurie communique sur cet évènement en présentant une parodie du film 300, Kimi Räikkönen étant représenté en Léonidas. 
Pour autant, il ne s'agit pas de son 300e départ en Grand Prix puisque le Finlandais ne prit ni le départ du Grand Prix automobile des États-Unis 2005 ni celui du Grand Prix automobile de Malaisie 2017.

## Essais libres

### Première séance, le jeudi de 11 h à 12 h 30
| Pos. | Pilote           | Voiture        | Chrono         | Écart     |
| ---- | ---------------- | -------------- | -------------- | --------- |
| 1    | Lewis Hamilton   | Mercedes       | 1 min 12 s 106 |           |
| 2    | Max Verstappen   | Red Bull-Honda | 1 min 12 s 165 | + 0 s 059 |
| 3    | Valtteri Bottas  | Mercedes       | 1 min 12 s 178 | + 0 s 072 |
| 4    | Charles Leclerc  | Ferrari        | 1 min 12 s 467 | + 0 s 361 |
| 5    | Sebastian Vettel | Ferrari        | 1 min 12 s 823 | + 0 s 717 |
| 6    | Pierre Gasly     | Red Bull-Honda | 1 min 13 s 170 | + 1 s 064 |

- Alors que Hamilton, Verstappen et Bottas se tiennent dans un mouchoir de poche (72 millièmes de seconde les séparant à l'issue d'une heure et demi de roulage), Romain Grosjean et Kevin Magnussen sont visés par un drapeau noir particulier puisqu'à l'initiative de leur propre écurie. Après seulement quelques tours de piste, les deux pilotes Haas F1 Team ont regagné à leur stand, comme l'intime ce drapeau agité en bord de piste par les commissaires car un problème de radio empêchait le stand d'avoir le moindre contact avec eux. L'équipe a d'abord essayé de les faire rentrer en utilisant le panneautage sur le muret mais les pilotes ne l'ont pas vu. Haas a alors demandé à la FIA d'intervenir avec la présentation du drapeau noir. À Monaco, les communications radio sont difficiles à cause des nombreux immeubles et du tunnel[13],[14].

### Deuxième séance, le jeudi de 15 h à 16 h 30
| Pos. | Pilote           | Voiture          | Chrono         | Écart     |
| ---- | ---------------- | ---------------- | -------------- | --------- |
| 1    | Lewis Hamilton   | Mercedes         | 1 min 11 s 118 |           |
| 2    | Valtteri Bottas  | Mercedes         | 1 min 11 s 199 | + 0 s 081 |
| 3    | Sebastian Vettel | Ferrari          | 1 min 11 s 881 | + 0 s 763 |
| 4    | Pierre Gasly     | Red Bull-Honda   | 1 min 11 s 938 | + 0 s 820 |
| 5    | Alexander Albon  | Toro Rosso-Honda | 1 min 12 s 031 | + 0 s 913 |
| 6    | Max Verstappen   | Red Bull-Honda   | 1 min 12 s 052 | + 0 s 934 |

### Troisième séance, le samedi de 12 h à 13 h
| Pos. | Pilote             | Voiture            | Chrono         | Écart     |
| ---- | ------------------ | ------------------ | -------------- | --------- |
| 1    | Charles Leclerc    | Ferrari            | 1 min 11 s 265 |           |
| 2    | Valtteri Bottas    | Mercedes           | 1 min 11 s 318 | + 0 s 053 |
| 3    | Lewis Hamilton     | Mercedes           | 1 min 11 s 478 | + 0 s 213 |
| 4    | Max Verstappen     | Red Bull-Honda     | 1 min 11 s 539 | + 0 s 274 |
| 5    | Pierre Gasly       | Red Bull-Honda     | 1 min 11 s 738 | + 0 s 473 |
| 6    | Antonio Giovinazzi | Alfa Romeo-Ferrari | 1 min 12 s 170 | + 0 s 905 |

- Au bout de dix-sept minutes, Sebastian Vettel tire tout droit à Sainte-Dévote et écrase sa SF90 dans les protections. Il abîme sa suspension avant-gauche et détruit son aileron ; une course contre la montre s'engage alors pour que sa monoplace soit réparée à temps pour les qualifications[17].

## Séance de qualifications

### Résultats des qualifications
| Pos.                                                                                      | Pilote             | Écurie                    | Qualifications 1 | Qualifications 2 | Qualifications 3 |
| ----------------------------------------------------------------------------------------- | ------------------ | ------------------------- | ---------------- | ---------------- | ---------------- |
| 1                                                                                         | Lewis Hamilton     | Mercedes                  | 1 min 11 s 542   | 1 min 10 s 835   | 1 min 10 s 166   |
| 2                                                                                         | Valtteri Bottas    | Mercedes                  | 1 min 11 s 562   | 1 min 10 s 701   | 1 min 10 s 252   |
| 3                                                                                         | Max Verstappen     | Red Bull-Honda            | 1 min 11 s 597   | 1 min 10 s 618   | 1 min 10 s 641   |
| 4                                                                                         | Sebastian Vettel   | Ferrari                   | 1 min 11 s 434   | 1 min 11 s 227   | 1 min 10 s 947   |
| 5                                                                                         | Pierre Gasly       | Red Bull-Honda            | 1 min 11 s 740   | 1 min 11 s 457   | 1 min 11 s 041   |
| 6                                                                                         | Kevin Magnussen    | Haas-Ferrari              | 1 min 11 s 865   | 1 min 11 s 363   | 1 min 11 s 109   |
| 7                                                                                         | Daniel Ricciardo   | Renault                   | 1 min 11 s 767   | 1 min 11 s 543   | 1 min 11 s 218   |
| 8                                                                                         | Daniil Kvyat       | Toro Rosso-Honda          | 1 min 11 s 602   | 1 min 11 s 412   | 1 min 11 s 271   |
| 9                                                                                         | Carlos Sainz Jr.   | McLaren-Renault           | 1 min 11 s 872   | 1 min 11 s 608   | 1 min 11 s 417   |
| 10                                                                                        | Alexander Albon    | Toro Rosso-Honda          | 1 min 12 s 007   | 1 min 11 s 429   | 1 min 11 s 653   |
| 11                                                                                        | Nico Hülkenberg    | Renault                   | 1 min 12 s 097   | 1 min 11 s 670   |                  |
| 12                                                                                        | Lando Norris       | McLaren-Renault           | 1 min 11 s 845   | 1 min 11 s 724   |                  |
| 13                                                                                        | Romain Grosjean    | Haas-Ferrari              | 1 min 11 s 837   | 1 min 12 s 027   |                  |
| 14                                                                                        | Kimi Räikkönen     | Alfa Romeo-Ferrari        | 1 min 11 s 993   | 1 min 12 s 115   |                  |
| 15                                                                                        | Antonio Giovinazzi | Alfa Romeo-Ferrari        | 1 min 11 s 976   | 1 min 12 s 185   |                  |
| 16                                                                                        | Charles Leclerc    | Ferrari                   | 1 min 12 s 149   |                  |                  |
| 17                                                                                        | Sergio Pérez       | Racing Point-BWT Mercedes | 1 min 12 s 233   |                  |                  |
| 18                                                                                        | Lance Stroll       | Racing Point-BWT Mercedes | 1 min 12 s 846   |                  |                  |
| 19                                                                                        | George Russell     | Williams-Mercedes         | 1 min 13 s 477   |                  |                  |
| 20                                                                                        | Robert Kubica      | Williams-Mercedes         | 1 min 13 s 751   |                  |                  |
| Temps minimal à réaliser pour la qualification : 1 min 16 s 434 (107 % de 1 min 11 s 434) |                    |                           |                  |                  |                  |

- Une erreur stratégique du stand Ferrari provoque l'élimination de Charles Leclerc en Q1. Il n'est pas relancé en piste après sa première tentative alors que son coéquipier ressort des stands au dernier moment, réalise le meilleur temps et provoque, par contrecoup, son élimination. Le soir, le patron de l'écurie  Mattia Binotto donne une conférence de presse pour expliquer cette bourde lourde de conséquences : « Le temps nécessaire pour passer en Q2 est calculé en fonction de ce que nous pourrions voir arriver sur la piste, en prenant en compte les secteurs en temps réel de nos adversaires et des autres pilotes. Quand ce temps est calculé, nous prenons normalement une marge de sécurité. Cette marge est assez bonne pour nous permettre un certain nombre de tolérances et d'incertitudes que l'on pourrait rencontrer. Certainement, aujourd'hui, cette marge n'était pas suffisante ou très faible. Il y a deux raisons à cela. D'abord, l'amélioration de la piste a été très importante à la fin de la Q1, ensuite, probablement que nos calculs n'ont pas pris suffisamment en compte la capacité des pilotes à gagner en confiance à Monaco et avec le recul, il est clair que cette marge aurait dû être augmentée. Notre marge de sécurité n’était pas suffisante. Nous aurions dû ne pas tenir compte de l'avis du muret des stands mais nous ne l'avons pas fait. C'est navrant pour Charles et c'est une honte pour l’équipe »[19],[20],[21].

### Grille de départ
- Antonio Giovinazzi, auteur du quinzième temps, est pénalisé d'un recul de trois places sur la grille de départ pour avoir gêné Nico Hülkenberg ; le pilote italien était au ralenti en Q1 lorsque la Renault, arrivée dans ses échappements, a dû couper son effort au virage de la Rascasse. « Le pilote de la voiture no 99 était entre les virages no 16 et no 18 quand il a été informé que la voiture no 27 était derrière lui. À ce moment, il était au milieu de la piste et a clairement gêné la voiture no 27 ». Les commissaires ont considéré que le pilote de la voiture no 99 était dans un tour d'installation et avait l'opportunité de laisser de la place, qu'il ait reçu un avertissement de son équipe ou non ; il s'élance de la dix-huitième place[22].
- Pierre Gasly, auteur du cinquième temps, est pénalisé d'un recul de trois places sur la grille de départ pour avoir gêné Romain Grosjean durant la Q2 ; il a ralenti son compatriote qui était dans un tour rapide en étant sur la trajectoire. « Le pilote de la voiture no 8 a dû freiner fort pour éviter un accident avec la no 10. À ce moment-là, la voiture no 8 était dans un tour rapide sur cette zone » ont jugé les commissaires ; il s'élance de la huitième place[23].

## Course

### Classement de la course
| Pos. | no | Pilote             | Écurie                    | Tours | Temps/Abandon                           | Grille | Points |
| ---- | -- | ------------------ | ------------------------- | ----- | --------------------------------------- | ------ | ------ |
| 1    | 44 | Lewis Hamilton     | Mercedes                  | 78    | 1 h 43 min 28 s 437 (150,928 km/h)      | 1      | 25     |
| 2    | 5  | Sebastian Vettel   | Ferrari                   | 78    | + 2 s 602                               | 4      | 18     |
| 3    | 77 | Valtteri Bottas    | Mercedes                  | 78    | + 3 s 162                               | 2      | 15     |
| 4    | 33 | Max Verstappen     | Red Bull-Honda            | 78    | + 5 s 537 (dont 5 s de pénalité)        | 3      | 12     |
| 5    | 10 | Pierre Gasly       | Red Bull-Honda            | 78    | + 9 s 946                               | 8      | 10 + 1 |
| 6    | 55 | Carlos Sainz Jr.   | McLaren-Renault           | 78    | + 53 s 454                              | 9      | 8      |
| 7    | 26 | Daniil Kvyat       | Toro Rosso-Honda          | 78    | + 54 s 574                              | 7      | 6      |
| 8    | 23 | Alexander Albon    | Toro Rosso-Honda          | 78    | + 55 s 200                              | 10     | 4      |
| 9    | 3  | Daniel Ricciardo   | Renault                   | 78    | + 1 min 00 s 894                        | 6      | 2      |
| 10   | 8  | Romain Grosjean    | Haas-Ferrari              | 78    | + 1 min 01 s 034 (dont 5 s de pénalité) | 13     | 1      |
| 11   | 4  | Lando Norris       | McLaren-Renault           | 78    | + 1 min 06 s 801                        | 12     |        |
| 12   | 11 | Sergio Pérez       | Racing Point-BWT Mercedes | 77    | + 1 tour                                | 16     |        |
| 13   | 27 | Nico Hülkenberg    | Renault                   | 77    | + 1 tour                                | 11     |        |
| 14   | 20 | Kevin Magnussen    | Haas-Ferrari              | 77    | + 1 tour (dont 5 s de pénalité)         | 5      |        |
| 15   | 63 | George Russell     | Williams-Mercedes         | 77    | + 1 tour                                | 19     |        |
| 16   | 18 | Lance Stroll       | Racing Point-BWT Mercedes | 77    | + 1 tour (dont 5 s de pénalité)         | 17     |        |
| 17   | 7  | Kimi Räikkönen     | Alfa Romeo-Ferrari        | 77    | + 1 tour                                | 14     |        |
| 18   | 88 | Robert Kubica      | Williams-Mercedes         | 77    | + 1 tour                                | 20     |        |
| 19   | 99 | Antonio Giovinazzi | Alfa Romeo-Ferrari        | 76    | + 2 tours (dont 10 s de pénalité)       | 18     |        |
| Abd. | 16 | Charles Leclerc    | Ferrari                   | 16    | Dégâts                                  | 15     |        |

### Pole position et record du tour
- Pole position :  Lewis Hamilton (Mercedes) en 1 min 10 s 166 (171,211 km/h)[25].
- Meilleur tour en course :  Pierre Gasly (Red Bull-Honda) en 1 min 14 s 279 (161,796 km/h) au soixante-douzième tour ; cinquième de la course, il remporte le point bonus qui y est associé[26].

### Tours en tête
- Lewis Hamilton (Mercedes) : 78 tours (1-78)[27]

## Classements généraux à l'issue de la course
| Pos. | Pilote           | Écurie                    | Points |
| ---- | ---------------- | ------------------------- | ------ |
| 1    | Lewis Hamilton   | Mercedes                  | 137    |
| 2    | Valtteri Bottas  | Mercedes                  | 120    |
| 3    | Sebastian Vettel | Ferrari                   | 82     |
| 4    | Max Verstappen   | Red Bull-Honda            | 78     |
| 5    | Charles Leclerc  | Ferrari                   | 57     |
| 6    | Pierre Gasly     | Red Bull-Honda            | 32     |
| 7    | Carlos Sainz Jr. | McLaren-Renault           | 18     |
| 8    | Kevin Magnussen  | Haas-Ferrari              | 14     |
| 9    | Sergio Pérez     | Racing Point-BWT Mercedes | 13     |
| 10   | Kimi Räikkönen   | Alfa Romeo-Ferrari        | 13     |
| 11   | Lando Norris     | McLaren-Renault           | 12     |
| 12   | Daniil Kvyat     | Toro Rosso-Honda          | 9      |
| 13   | Daniel Ricciardo | Renault                   | 8      |
| 14   | Alexander Albon  | Toro Rosso-Honda          | 7      |
| 15   | Nico Hülkenberg  | Renault                   | 6      |
| 16   | Lance Stroll     | Racing Point-BWT Mercedes | 4      |
| 17   | Romain Grosjean  | Haas-Ferrari              | 2      |

| Pos. | Écurie                    | Points |
| ---- | ------------------------- | ------ |
| 1    | Mercedes                  | 257    |
| 2    | Ferrari                   | 139    |
| 3    | Red Bull-Honda            | 110    |
| 4    | McLaren-Renault           | 30     |
| 5    | Racing Point-BWT Mercedes | 17     |
| 6    | Haas-Ferrari              | 16     |
| 7    | Toro Rosso-Honda          | 16     |
| 8    | Renault                   | 14     |
| 9    | Alfa Romeo-Ferrari        | 13     |

## Statistiques
Le Grand Prix de Monaco 2019 représente :
- la 85e pole position de Lewis Hamilton, sa deuxième à Monaco et sa seconde de la saison[30] ;
- la 77e victoire de Lewis Hamilton[31] ;
- le 140e podium de Lewis Hamilton[32] ;
- le 17e Grand Prix mené de bout en bout par Lewis Hamilton[33] ;
- la 93e victoire de Mercedes Grand Prix en tant que constructeur[34] ;
- la 179e victoire de Mercedes en tant que motoriste[35].

Au cours de ce Grand Prix :
- Mercedes Grand Prix, avec sa 62e première ligne occupée par ses deux monoplaces, égale le record codétenu par Ferrari, McLaren et Williams[36] ;
- Max Verstappen est élu « Pilote du jour » à l'issue d'un vote organisé sur le site officiel de la Formule 1[37] ;
- Mika Salo (110 Grands Prix disputés entre 1994 et 2002, deux podiums et 33 points inscrits, vainqueur de la catégorie GT2 des 24 Heures du Mans en 2008 et 2009, du championnat American Le Mans Series en 2007 et des 12 Heures de Bathurst en 2014) est nommé assistant des commissaires de course pour ce Grand Prix[38] ;
- Un contact entre Antonio Giovinazzi et Robert Kubica dans le virage de La Rascasse au seizième tour de la course, provoque un embouteillage, mettant également Sergio Pérez, Nico Hülkenberg, George Russell et Charles Leclerc à l'arrêt, ce qui provoque un tweet humoristique du compte officiel Formula 1 : « On ne peut pas se garer ici, les gars[39] ! » Jugé responsable, Giovinazzi écope d'une pénalité de 10 secondes[40].